# Maddinayakanahalli, Bangarapet
Maddinayakanahalli là một làng thuộc tehsil Bangarapet, huyện Kolar, bang Karnataka, Ấn Độ.